# El Serral (Santa Margarida i els Monjos)
El Serral és una muntanya de 181 metres que es troba al municipi de Santa Margarida i els Monjos, a la comarca de l'Alt Penedès.
Al cim podem trobar-hi un vèrtex geodèsic (referència 277129001).